# 정현숙 (탁구 선수)
정현숙(鄭賢淑, 1952년 1월 3일 ~ ) 한국의 신탁은행 소속 탁구선수였다. 1973년 4월 유고슬라비아 사라예보 세계선수권 단체전 결승에서 김순옥, 박미라, 이에리사 선수와 함께 승리하여 금메달을 획득하였다. 2013년 7월 현재 대한탁구협회 전무이사를 맡고있다.

## CF
- 1985년 아모레퍼시픽 리도 메디안 불소치약
- 1986년 동아제약 하노백 (Feat. 전운)

## 서훈
- 1973.4.23 국민훈장무궁화장

## 참조
1. ↑  “榮光의 메달과 나 (11) 탁구 朴美羅·鄭賢淑·李에리사”. 동아일보. 1975년 1월 20일.